# Afroedura haackei
Espèce
Synonymes
- Afroedura pondolia haackei Onderstall, 1984
- Afroedura multiporis haackei Onderstall, 1984

Afroedura haackei est une espèce de geckos de la famille des Gekkonidae.

## Répartition
Cette espèce est endémique du Mpumalanga en Afrique du Sud.

## Description
Le mâle holotype mesure 96 mm dont 46 mm sans la queue et 50 mm pour la queue.

## Étymologie
Cette espèce est nommée en l'honneur de Wulf Dietrich Haacke.

## Publication originale
- Onderstall, 1984 : Descriptions of two new subspecies of Afroedura pondolia (Hewitt) and a discussion of species groups within the genus (Reptilia: Gekkonidae). Annals of the Transvaal Museum, vol. 33, p. 497-509 (texte intégral).